# Quarter
Quarter is een Engelse inhoudsmaat met eenheidssymbool qr.
1 qr := 8 bu ≈ 290,950 l = 0,290950 m³.
Quarter is geen SI-eenheid en gebruik ervan is niet aan te raden.